# Pericoma bilobata
Pericoma bilobata är en tvåvingeart som beskrevs av Satchell 1954. Pericoma bilobata ingår i släktet Pericoma och familjen fjärilsmyggor. Inga underarter finns listade i Catalogue of Life.